# Tweede Kamerverkiezingen 1986/Kandidatenlijst/EVP
De kandidatenlijst voor de Tweede Kamerverkiezingen 1986 van de Evangelische Volkspartij was als volgt:

## Landelijke kandidaten
1. Cathy Ubels-Veen - 17.808 stemmen
2. Chiel von Meyenfeldt - 1.798
3. Cor Ofman - 340
4. Wim Herstel - 136
5. Peter Shantiprekash - 225
6. Marian Kamphuis-de Boer - 241
7. Jan Bulens - 60
8. George van Heerden - 36
9. Hans Feddema - 45
10. Harrie Winteraeken - 48
11. Johannes Huisman - 63
12. Roelie Everts - 33
13. Joke Kuypers - 79
14. Ieme Faber - 42
15. Jan van Drie - 53
16. John van Tilborg - 33
17. Gerard Bernardus - 22
18. Jaap van den Berg - 44
19. Jan Peeters - 18
20. Wopkje Post-Postma - 54

## Regionale kandidaten
De plaatsen op de lijst vanaf 21 waren per kieskring verschillend ingevuld.

### 's-Hertogenbosch
1. Jaap Splinter - 19
2. Bram Jansen - 8
3. Trees Lambregts-Brautigam - 9[1]
4. Hans van Ravesteijn-le Mair - 7
5. Jitske Wassenaar-van der Hoek - 4[1]
6. Jan van Gemert - 11
7. Martien Bouman - 4
8. Wiet Regout - 4[1]
9. Bert Elzenaar - 2
10. Hannie Vlagsma-Faber - 6

### Tilburg
1. Evert van Beilen - 3
2. Wop de Boer - 5
3. Anja Wuffen-Bonder - 8
4. Jo Corvers - 5
5. Luuc Couprie - 2
6. Yvonne Stoof-van Deursen - 5
7. Johan Grandia - 0
8. Theo Hoorn - 8
9. Harry Reints - 4
10. Bep Marcus-Spring in 't Veld - 5

### Arnhem, Lelystad
In deze kieskringen waren er geen regionale kandidaten.

### Nijmegen
1. Arie Baelde - 6
2. Piet Pijlman - 7

### Rotterdam
1. Arie Bot - 19[1]
2. John Amand - 1
3. Jan Renes - 6
4. Bert van der Heyden - 7
5. Myrna Groenloo - 2
6. Willem Mak - 9
7. Shridath Matadien - 2
8. Addie van der Goot - 11

### 's-Gravenhage
1. Henk Marrink - 9
2. Rein Algera - 4
3. Rien Huijgen - 9

### Leiden
1. Rins Swart - 7
2. Nanne Mol - 6
3. Peter van der Meer - 3
4. Monique Hoving-van Son - 7
5. Deddy Hooyer-Frieszo - 3
6. Niek Hoogendijk - 6
7. Hans van Dam - 15

### Dordrecht
1. Reinier Sinke - 20
2. Andries Middelbos - 17

### Amsterdam
1. Folkert van Galen - 4
2. Jan van Woerden - 5
3. Rene Klomp - 5

### Den Helder
1. Jaap Vlaming - 2
2. Bert Boer - 8
3. Eugène Hoekstra - 7
4. Ellen van Rijs-Hoogenboezem - 7
5. Piet Schoonheim - 21

### Haarlem
1. Henk Westerveld - 6
2. Tini Rill-Willems - 12
3. Hilbrand Korver - 7

### Middelburg
1. Cees Bakker - 10
2. Lineke Hartgers-de Witte - 6
3. Hans Bent - 4
4. Mien Janse-de Jonge - 2
5. Piet Looise - 0
6. Coos Looise-van Wouwe - 3
7. Teun Robbemont - 15
8. Aukje de Vries - 7
9. Kees van Wouwe - 6

### Utrecht
1. Ruut van den Bree - 6
2. Els Boer - 17
3. Maarten Schaafsma - 10
4. Aad van der Meer - 15
5. Willem Goudzwaard - 10
6. Nico Knooihuizen - 7
7. Jan Oosterhuis - 0
8. Gerard Wynia - 1
9. Wiger Visser - 21

### Leeuwarden
1. Wouter van der Horst - 32
2. Marcus Hoekstra - 31
3. Diederick Koornstra - 18

### Zwolle
1. Willemien Kamphuis - 20
2. Hans Magdelijns - 6
3. René Offringa - 9
4. Bert Harry Breimer - 7
5. Gerrit Berghuijs - 2
6. Arie van der Zwan jr. - 12
7. Trix de Bruijn - 4
8. Arie Pinxteren - 10
9. Siebren van de Zee - 15

### Groningen
1. Wim Berghoef - 5
2. Rudi Hofstede - 7
3. Jan Ploeg - 2
4. Tijmen van 't Foort - 1
5. Fredy Roelofsen - 5
6. Doeke Doorn - 1
7. Bé Medema-Velthuis - 4
8. Reint Kuipers - 4
9. Tineke Sikkema-Stienstra - 11
10. Joan Ploeger - 18

### Assen
1. Anne Visser - 11
2. Arie Nijmeijer - 3
3. Henk Dijkstra - 5

### Maastricht
1. Wim Maassen - 11
2. Dries Sprong - 4
3. Jitske Wassenaar-van der Hoek - 3[1]
4. Rian van Houwelingen - 4
5. Arie Bot - 2[1]
6. Jo Souren - 14
7. Wiet Regout - 1[1]
8. Bert Sprokkereef - 1
9. Trees Lambregts-Brautigam - 5[1]
10. Leendert Stoel - 13

PvdA · CDA · VVD · D66 · PSP · SGP · CPN · PPR · RPF · GPV · EVP · AR'85 · Centrumdemocraten · Federatieve Groenen · VCN · Centrumpartij · PGI · SP · Partij voor Ambtenaren en Trendvolgers · Lijst 19 (kieskring 9) · God Met Ons · Partij voor de Middengroepen · Loesje · Humanistische Partij · SAP · Partij Algemeen Belang · Lijst 27
1981 · 1982 · 1986 · 1989